# Кіта жовтодзьоба
Кіта жовтодзьоба (Urocissa flavirostris) — вид горобцеподібних птахів родини воронових (Corvidae).

## Поширення
Вид поширений на південних схилах Гімалаїв. Дві роз'єднані популяції у прикордонній зоні Індії та М'янми та на півночі В'єтнаму. Середовище існування цих птахів представлено гірськими та передгірськими листяними лісами помірного поясу, де переважають дуби та каштани, на висоті від 1500 до 3000 м над рівнем моря.

## Підвиди
Виділяють чотири  підвиди
- Urocissa flavirostris cucullata Gould, 1861 - від північного Пакистану до західного Непалу;
- Urocissa flavirostris flavirostris (Blyth, 1846) - поширений від Непалу до прикордонної території між Бірмою і Китаєм;
- Urocissa flavirostris schaeferi Sick, 1939 - штат Чин (М'янма);
- Urocissa flavirostris robini Delacour & Jabouille, 1930 - північ В'єтнаму.

## Опис
Його довжина становить 66 см, включаючи хвіст, який становить близько 46 см. Вага від 123 до 180 г. Обидві статі схожі. Голова, шия і груди чорні з білою плямою на потилиці; інша частина нижнього оперення біла, з бузковим відтінком; все верхнє оперення багряно-блакитного кольору, яскравіше на крилах і хвості; махові пера мають білий кінчик, і їхній нижній бік також білий; хвіст довгий і ступінчастий, має синє пір'я, з білими кінчиками, всі, крім центральної пари, мають чорну смугу перед білою.